# Asüna Sunfire
Asüna Sunfire – samochód sportowy klasy miejskiej produkowany pod kanadyjską marką Asüna 1992 – 1993.

## Historia i opis modelu

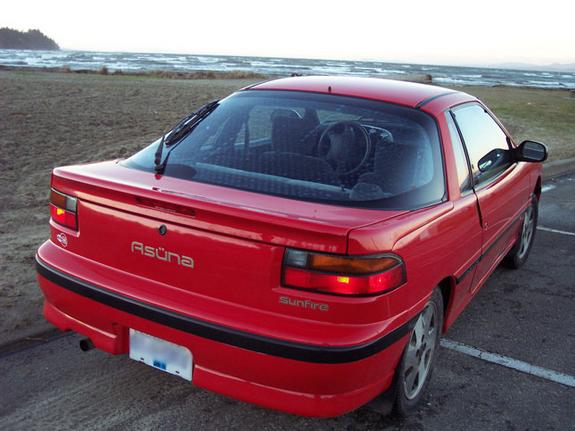
Asüna Sunfire - tył

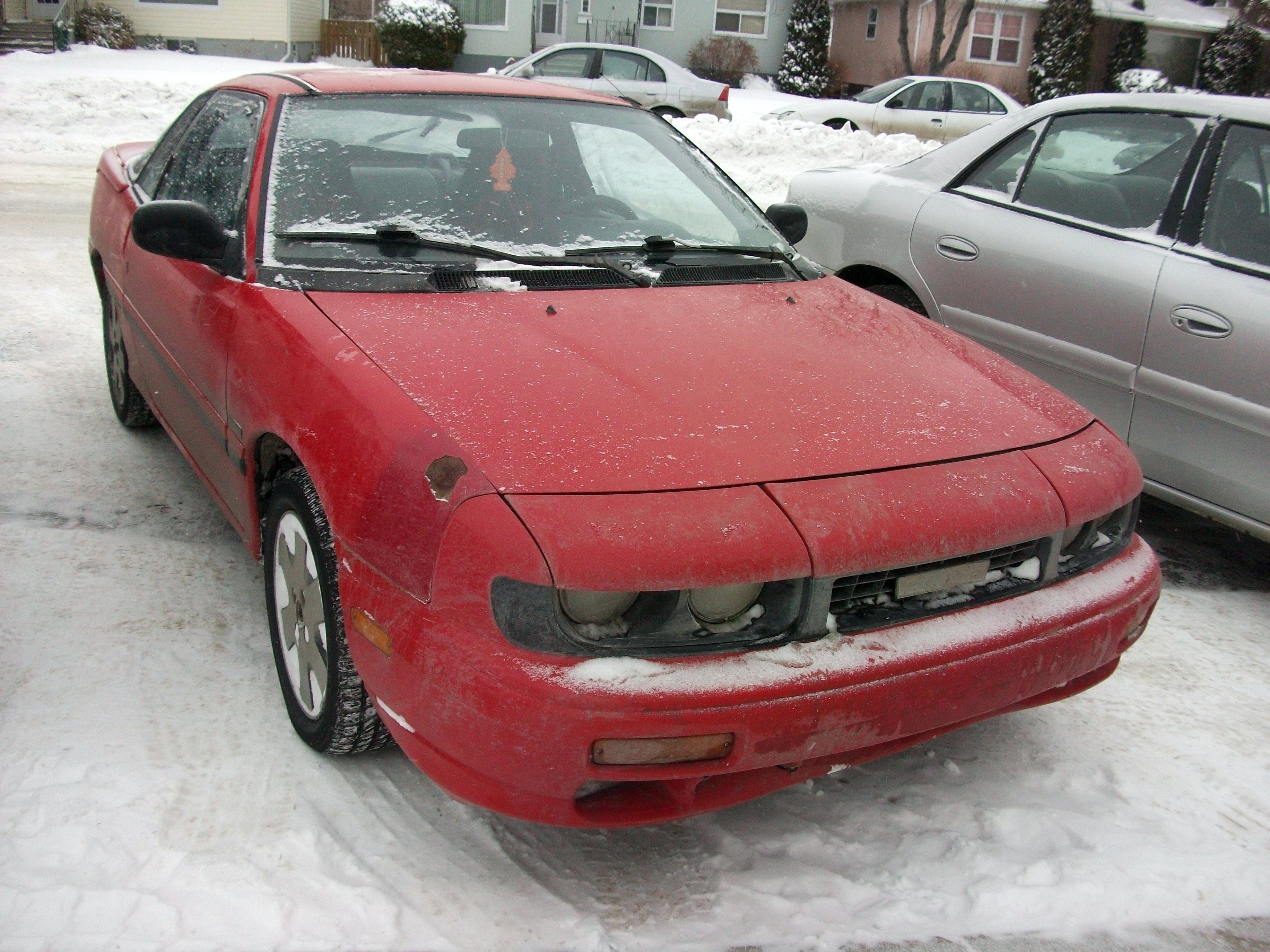
Asüna Sunfire XE

Po tym, jak w 1992 roku kanadyjski oddział General Motors utworzył markę Asüna, podjęto decyzję o poszerzeniu tutejszej oferty marki o niewielki samochód sportowy będący bliźniaczym samochodem dla oferowanego wówczas od 1990 roku Isuzu Impulse.
Samochód charakteryzował się aerodynamiczną karoserią, z podłużną przednią maską zwieńczoną chowanymi reflektorami, które połączone zostały również z klasycznymi kloszami lamp do jazdy pozycyjnej. Innym charakterystycznym akcentem stylistycznym były chowane we wnękach krawędzi drzwi klamki.
Asüna Sunfire odróżniała się jedynie innymi emblematami na karoserii, różniąc się od modelu Isuzu w znacznie mniejszym stopniu od oferowanego w międzyczasie w USA Geo Storm. Produkcję zakończono po zaledwie roku produkcji w 1993 roku z powodu likwidacji marki Asüna.

### Wersje wyposażeniowe
- XS
- XE

### Silniki
- L4 1.6l SOHC
- L4 1.6l DOHC
- L4 1.8l DOHC